# Yoshinoya
Yoshinoya (吉野家?), fundada en 1899, es la mayor cadena de restaurantes de gyūdon (bol de ternera) y una de las principales cadenas de comida rápida de Japón. A menudo es abreviada como Yoshi gyū (buey de Yoshinoya) por sus entusiastas. Su lema es «barato, rápido y rico». Tiene su sede central en el Edificio Da Vinci Shinjuku (ダヴィンチ新宿ビル Davinchi Shinjuku Biru?) en Shinjuku (Tokio).

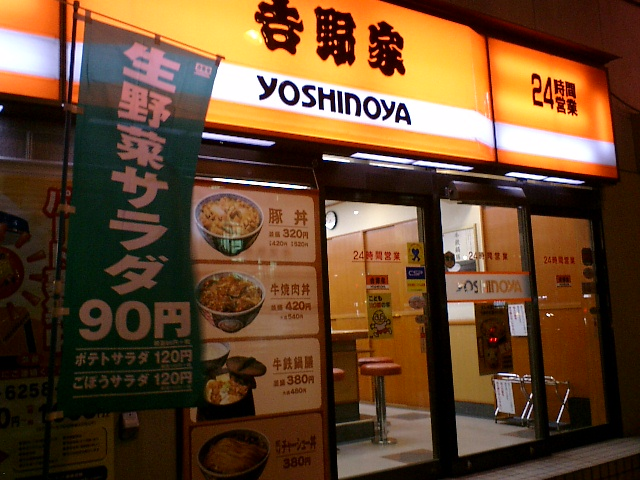
Restaurante Yoshinoya en Nagahori, Osaka.

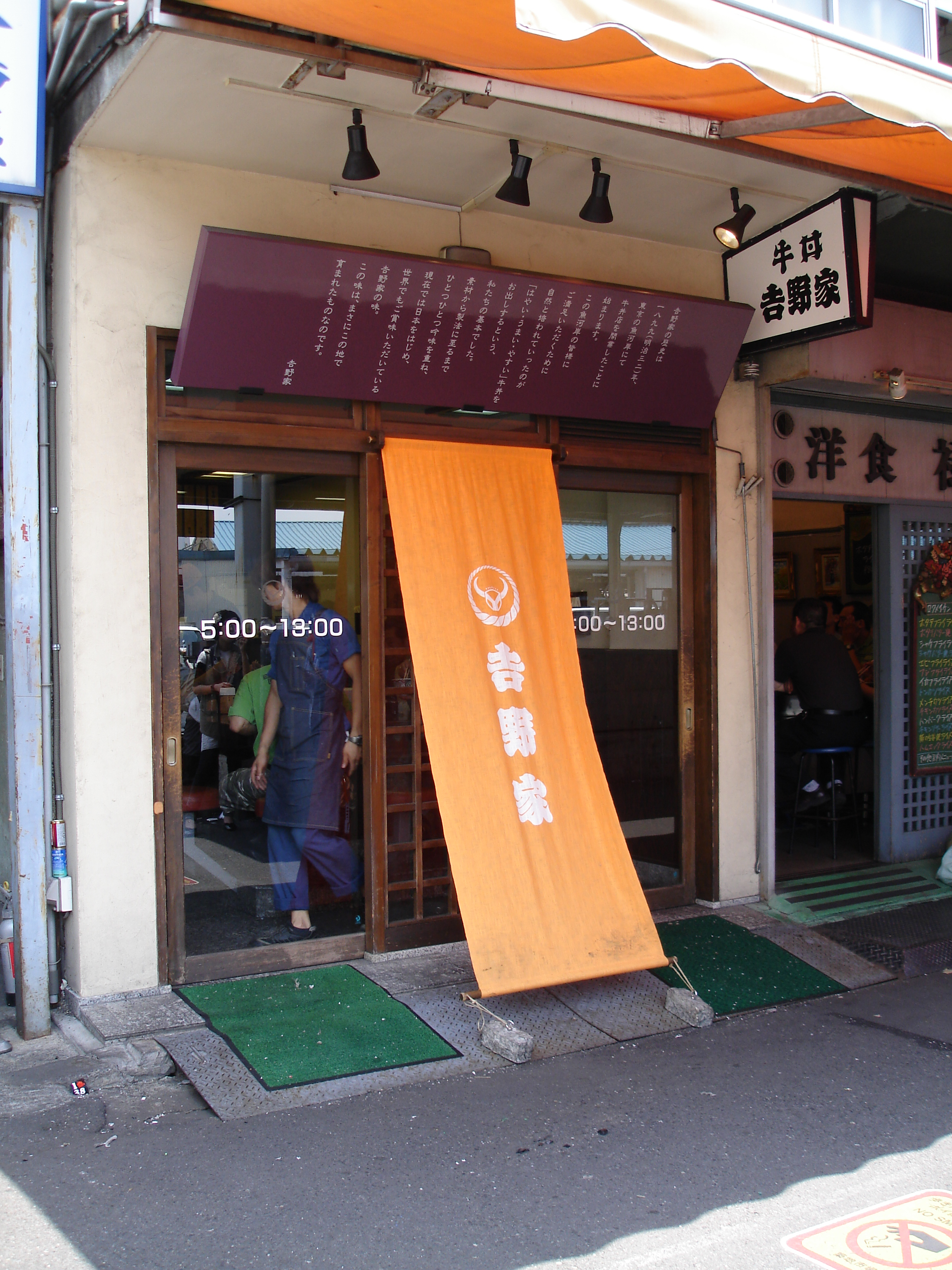
Local principal en el mercado de pescado de Tsukiji.

Cuenta con unos 700 locales en Japón, Australia, Hong Kong, China, Malasia (donde no se sirve cerdo por cuestiones religiosas), Singapur, Taiwán, Estados Unidos (Arizona, California, Las Vegas y Nueva York) y Filipinas.
Un menú típico puede incluir bol de ternera ōmori (grande), huevo crudo (mezclado con salsa de soja y vertido encima), una bola de shoga (jengibre) y un poco de especias. En Japón, pocos extranjeros saben que al visitar Yoshinoya pueden pedir gratuitamente tsuyudaku (salsa extra) y negidaku (cebolla extra).

## Historia
Yoshinoya abrió en 1899 en el mercado de pescado de Nihonbashi. Cuando éste fue devastado por el gran terremoto de Kantō, Yoshinoya se trasladó al nuevo mercado de pescado de Tsukiji en 1923, donde mantiene una ceremonial «Tienda n.º 1» hasta la actualidad.
A principios de los años 2000, Yoshinoya desató una guerra de precios en Japón con otras cadenas como McDonald's, al introducir un plato normal de gyudon por 280 yenes.
A finales de 2001, un brote local de encefalopatía espongiforme bovina (E.E.B.) hundió las ventas de bol de ternera. A finales de 2003, Japón suspendió las importaciones de ternera estadounidense por un caso de E.E.B. en Washington, cortando la principal fuente de Yoshinoya de tapa (ternera grasa), que es el ingrediente principal de su gyūdon. Esto obligó a Yoshinoya a suspender la venda de este plato en Japón (por primera vez en su historia) el 11 de febrero de 2004. El anuncio de esta retirada provocó una masiva afluencia de clientes en locales de todo el país para degustar lo que podría ser su último bol de ternera en mucho tiempo. Yoshinoya comenzó entonces a vender butadon (don de cerdo) en lugar de ternera. Sin embargo, los restaurantes Yoshinoya en Estados Unidos siguieron vendiendo bol de ternera usando carne local, y los restaurantes de Japón vendieron un gyū yakiniku don (bol de ternera al estilo Yakiniku). 
En diciembre de 2005, Japón acordó retirar la prohibición de importar ternera estadounidense. Entonces se puso una carta a los clientes en los restaurantes prometiendo que el bol de ternera volvería a la carta en un par de meses. Sin embargo, en enero volvieron a prohibirse las importaciones porque los inspectores hallaron cortes de ganado prohibido en un cargamento de ternera estadounidense. Sin embargo, en junio de 2006 Japón levantó definitivamente la prohibición, y a finales de julio Yoshinoya volvió a publicar la carta prometiendo el regreso del bol de ternera en un par de meses.